# Афанасий (Малинин)
Архиепископ Афанасий (в миру Александр Антонович Малинин; 6 (18) марта 1884, село Климентовский Погост, Спасский уезд, Рязанская губерния — 27 мая 1939, Архангельск) — епископ Русской православной церкви, архиепископ Саратовский и Петровский. Духовный писатель.

## Биография
Родился 6 марта 1884 года в селе Климентовский Погост Шатрищенской волости Спасского уезда Рязанской губернии (ныне урочище в Спасском районе Рязанской области между деревнями Чевкино и Никитино).
В 1898 году окончил Соликамское духовное училище. В 1904 году окончил Пермскую духовную семинарию, а в 1908 году — Казанскую духовную академию со степенью кандидата богословия за работу «Моральные идеалы русской современности в отношении к вечным идеалам христианской морали» и званием магистранта.
По окончании академии был оставлен при ней в качестве профессорского стипендиата сроком на один год при кафедре русского и церковно-славянского языка с палеографией и истории русской литературы, а затем был командирован на два года в Санкт-Петербург для научных занятий в университете, Археологическом институте и других научных учреждениях города.
21 октября 1909 года архиепископом Волынским и Житомирским Антонием (Храповицким) был пострижен в монашество с именем Афанасий, а 25 октября рукоположён во иеродиакона, 28 октября — во иеромонаха.
Определением Совета Академии от 28 мая 1910 года избран преподавателем по кафедре пастырского богословия с аскетикой и гомилетики. 16 августа того же года утверждён исполняющим должность доцента. Находясь на данной кафедре, он прочитал студентам III курса по введении в науку полный курс так называемой «Пастырской аскетики». Под его непосредственным руководством в академии функционировал проповеднический кружок, состоявший из студентов.
1 апреля 1913 года награждён наперсным крестом, от Святейшего синода выдаваемым.
Указом от 27 июля 1913 года и. о. доцента иеромонах Афанасий был переведён с занимаемой им кафедры пастырского богословия на кафедру церковно-славянского и русского языка с палеографией.
18 апреля 1916 года назначен настоятелем Иоанно-Предтеченского монастыря города Казани с возведением в сан архимандрита и оставлением на службе при духовной академии.
После прихода к власти большевиков продолжал преподавать в академии, перешедшей на полулегальное положение. В отличие от значительной части духовенства, не пытался в начале сентября 1918 года уйти из Казани с отступавшими чехами и Народной армией КОМУЧа.
Постановлением патриарха Тихона и Священного синода 21 февраля (6 марта) 1918 года был уволен, согласно прошению по болезни, от должности настоятеля Предтеченского монастыря.
20 ноября 1920 года по указу митрополита Казанского и Свияжского Кирилла, который не мог из-за запрещения советских органов прибыть в Казань, епископы Анатолий (Грисюк) и Иоасаф (Удалов) рукоположили архимандрита Афанасия во епископа Чебоксарского, викария Казанской епархии.
В 1922 году признал обновленческое ВЦУ. В то же время в Казани было организовано временное епархиальное управление, в состав которого вошёл и епископ Афанасий.
С 12 января 1923 года он являлся председателем епархиальной предсоборной комиссии, готовившей предложения к предполагавшемуся обновленческому Поместному собору. В апреле — мае 1923 года был участником «Второго обновленческого поместного собора» (первого обновленческого).
Разочаровался в обновленчестве. 5 мая 1923 года ушёл на покой, а летом того же года принёс покаяние патриарху Тихону.
3 (16) сентября 1923 года назначен епископом Спасским, викарием Казанской епархии
В апреле 1926 года вторично назначен епископом Чебоксарским, викарием Казанской епархии.
24 апреля 1929 года возведён в сан архиепископа.
В мае 1929 года отказался подписать письмо митрополита Кирилла.
7 мая 1930 года назначен архиепископом Казанским и Свияжским.
23 марта 1933 года назначен архиепископом Ташкентским и Средне-Азиатским. Пробыл в Ташкенте несколько месяцев, убедил митрополита Арсения (Стадницкого) возглавить Ташкентскую кафедру вместо него. По другим данным, не выезжал в Ташкент вовсе.
24 августа того же года назначен архиепископом Саратовским.
30 сентября 1935 года уволен на покой.
Арестован и сослан, скончался 27 мая 1939 в ссылке. Похоронен на Ильинском кладбище Архангельска.

## Сочинения
- Основной принцип православного пастырства по учению преп. Иоанна Лествичника, изложенному в его «Слове к пастырю», научающему, каков должен быть наставник словесных овец". (Опыт приложения начал аскетики к Пастырскому богословию). // Православный собеседник 1910, декабрь. — С. 679—720. (Казань, 1910).
- Слово на святое Богоявление // Православный собеседник" 1912, январь. — С. 86-94.
- Слово на день церковного празднования столетней годовщины Отечественной войны 1812 года. «Православный Собеседник» 1912, ноябрь. — С. 607—616.
- Слово в Великий Четверток. // Православный собеседник 1913, май. — С. 797—806.
- Биографическая заметка: «Епископ Палладий проповеди». Вып. 2-й, Пермь, 1912 год. // Православный собеседник 1913, май. — С. 859—861.
- «Типик святителя Варсонофия Казанского чудотворца, памятник литургический и лингвистический». (К истории рукописного церковного устава на Руси в XVI веке). // Православный собеседник 1914, январь-август.
- Слово в день празднования 1600-летней годовщины Миланского эдикта (313—1913). // Православный собеседник 1913, сентябрь. — С. 8-18.
- «Моральные идеалы русской современности в отношении к вечным идеалам христианской морали». «Православный собеседник» 1915, октябрь. — С. 168.

При исполнении обязанностей доцента Казанской духовной академии иеромонах Афанасий написал целый ряд отзывов на кандидатские сочинения студентов.
- Отзыв о сочинении студента Ивана Веселовского на тему: «Пастырство по учению св. Апостола Павла в его пастырских посланиях». // Православный собеседник 1914, апрель. — С. 226.
- Отзыв о сочинении студента Воскресенского Александра на тему: «Два рукописных Евангелия, хранящихся в Благовещенском кафедральном соборе г. Казани». (Историко-палеографическое и лингвистическое исследование). // Православный собеседник 1915, февраль. — С. 108—110.
- Отзыв о сочинении священника Знаменского Владимира на тему: «Св. Василий Великий, как пастырь и пастыреучитель». // Православный собеседник 1915, февраль. — С. 116—118.
- Отзыв о сочинении студента Попова Сергея на тему: «Первое путешествие Господа из Капернаума на Галилее, Его учение в синагогах Галилейских и чудотворения». // Православный собеседник 1915, март. — С. 214—215.
- Отзыв о сочинении студента Флоринского Димитрия на тему: «Современные задачи пастыря Церкви в звании законоучителя». // Православный собеседник 1915, май. — С. 293—295.
- Отзыв о сочинении студента Балтинского Ивана на тему: «Пастырский идеал святого Григория Богослова». // Православный собеседник 1916, февраль-март-апрель. — С. 51 отчет.
- Отзыв о сочинении студента о. иеродиакона Нила Жукова на тему: «Аскетика преподобного Нила Синайского». // Православный собеседник 1916, май-июнь. — С. 131.
- Отзыв о сочинении студента Игнатьева Василия на тему: «Древнейшие рукописные Евангелия Соловецкой библиотеки при Казанской духовной академии, с палеографической и церковно-археологической стороны». // Православный собеседник 1916, май-июнь. — С. 168—169.
- Отзыв о сочинении студента Образцова Петра на тему: «Значение аскетического начала в пастырской практике». // Православный собеседник 1916, июль-август. — С. 278—279.